# Kostel Nejsvětější Trojice (Liesing)
Římskokatolický kostel Nejsvětější Trojice na jihozápadním okraji Vídně na předměstí Liesing je vybudován z betonových bloků. Nazývá se také Wotrubův kostel (německy Wotrubakirche) po rakouském sochaři a architektovi 20. století Fritzi Wotrubovi, který stavbu navrhl.

## Poloha
Kostel se nachází na hoře sv. Jiří (Georgenberg) ve zdi ve čtvrti Mauer a spadá pod 23. okrsek města Vídně – Liesing. Díky své poloze na vrcholu hory je zde velice dobrý výhled na středozápadní část města Vídeň. Na západ od kostela se rozkládá oblíbené rekreační místo Vídeňanů, Vídeňský les.

## Historie

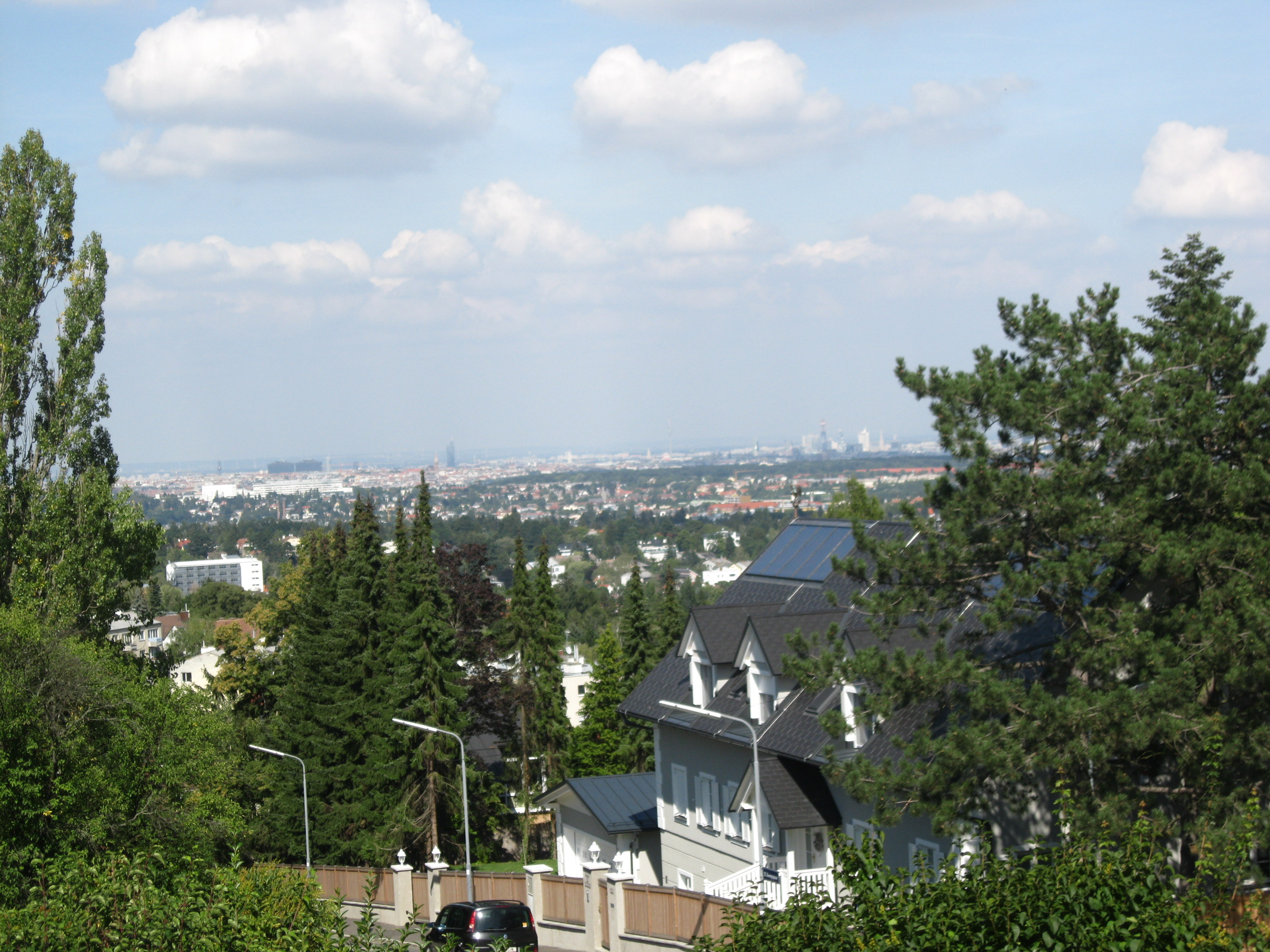
Výhled na Vídeň

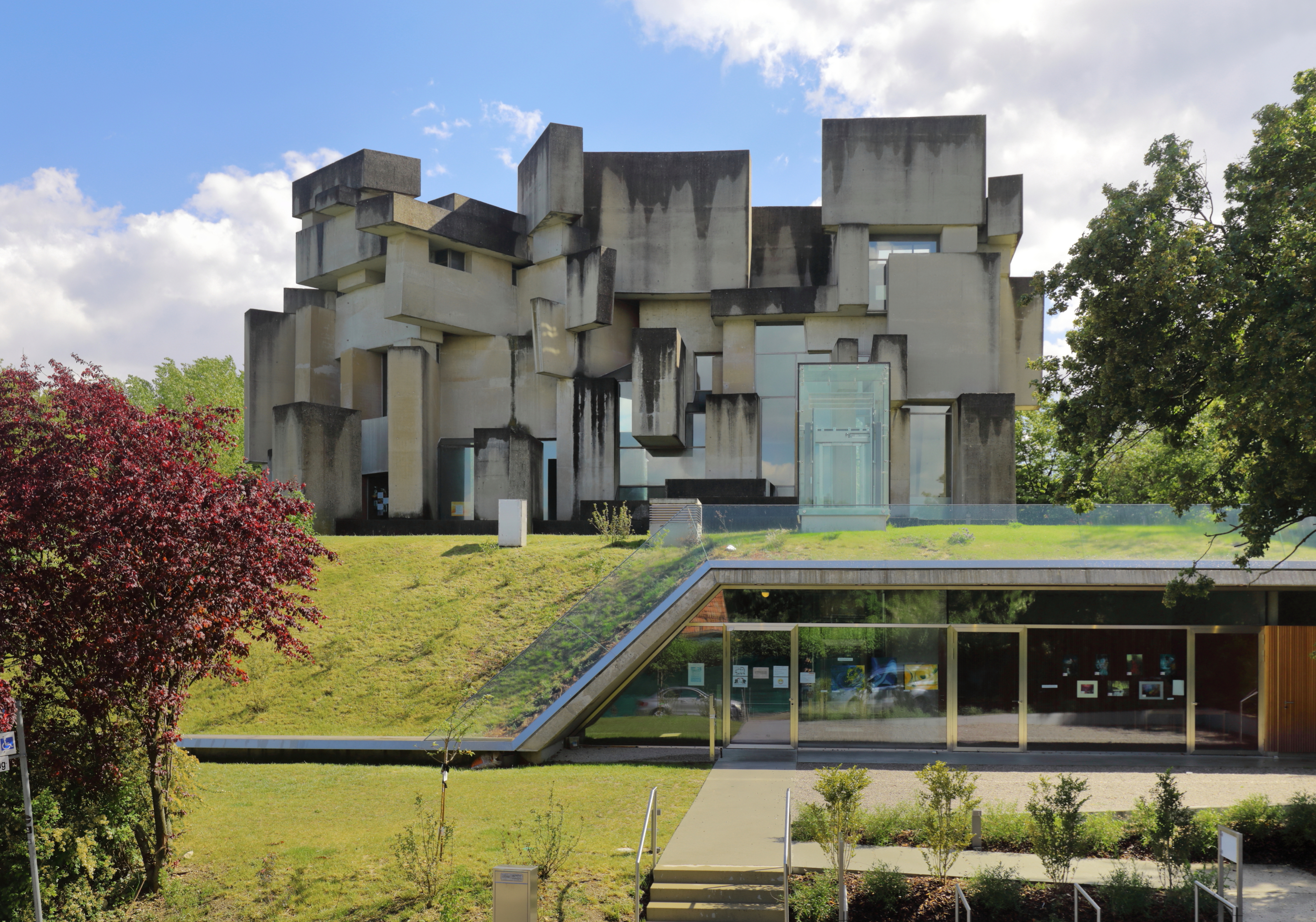
Celkový pohled na Wotrubův kostel

Za 2. světové války na místě pozdější stavby stály německé kasárny Wehrmachtu. Před počátkem výstavby se nechal její architekt Wotruba inspirovat proslulou katedrálou Notre-Dame ve Francii, kterou bral jako měřítko své práce a domníval se, že ztělesňuje samotný základ Evropy. Výstavba probíhala v době od srpna 1974 do listopadu 1976 ve spolupráci s Fritzem Gerhardem Mayrem, který stavbu po Wotrubově smrti v srpnu 1975 dokončil.
V letech 2018–2020 proběhla dostavba kostela.

## Architektura
Celá budova se skládá ze 152 asymetrických betonových kvádrů o velikosti 0,84 m³ až 64 m³, vážících od 2 do 141 tun. Nejdelší blok měří 13 metrů. Celý kostel je 13 metrů dlouhý, 22 metrů široký a 15 metrů vysoký. Interiér kostela je zajímavý převážně svým oltářem z mramoru a lustry vyrobenými z bronzu. Ve stěně za oltářem visí kříž zhotovený z bronzu. Je to odlitek kříže, který Fritz Wotruba vytvořil pro kostel Hofkirche v německém městě Bruchsal.
Wotrubakirche je ve všedních dnech obvykle uzavřen, protože se v okolí nenacházejí další turistické zajímavosti a samotný kostel tolik neláká. Proto je nutné si návštěvu interiéru domluvit dopředu.